# Даница (књижевни алманах)
Вук Стефановић Караџић је средином двадесетих година 19. века у Бечу покренуо забавник "Даница". Објавио је пет годишта, од 1826. до 1829, и "Даницу" за 1834.
Била је то по обиму мала књижица али велика по утицају, домету и значају за обнову српске државе и утврђивање националног српског културолошког модела 19. века. До данас се овај профил забавника истиче као узор српског календара. 
Вукови забавници били су тада разуђена књига за народ и те књижице са корицама украшеним цветоликом орнаментиком испуњавале су захтеве забавника, алманаха и календара тог времена, како би имале што шири круг читалаца, тада највећи у трговачко-занатлијском слоју. Да је Вук од самог почетка имао на уму књиге за народ, најбоље сведочи његово писмо упућено Адаму Драгосављевићу, у којем пише: "Кад је књига овако јефтина, мислим да ће сваки Србин, који читати зна, по једну узети"
Вукова Даница појавила се у тренутку када је српска периодика после периода замирања (престанак излажења Давидовићевог Забавника и гашење његових "Новина српских" 1822.) изнова оживљавала. Тада креће Летопис Матице српске, а Вук, којега су други значајни послови омели да на Копитарево инсистирање преузме Новине српске, објављује 1. аугуста 1825. оглас за своју Даницу за 1826. у којем наговештава да ће се у њој "наћи штогођ, што ће бити вриједно да се чита и послије нас". Издавао га је наредне четири године, а после прекида, Даница се појавила тек за 1834. годину.
Из рукописног нацрта сазнајемо да је припремао и Даницу за 1835. и да је у њој требало да се нађу народне приповетке, прилог о трећој години војевања против дахија, описи Студенице и Жиче, прилог "Главна свршивања глагола српског језика". Али, Давидовић опет наставља са издавањем свог Забавника (1833) и у Крагујевцу издаје од 1834. Новине српске, а Павле Стаматовић увелико конкурише својим забавником Серпска пчела. Иако је објављено само пет годишта Данице, она је остала узор таквог издавачког подухвата, у традицији најбољих српских забавника, алманаха и календара, која започиње Орфелиновим Календаром из 1766, па се наставља Давидовићевим и Вуковим забавницима, Хаџићевом Голубицом, Годишњаком Данила Медаковића, Орлом који је дуго био синоним српских календара итд.